# Прищепівка (Вознесенський район)
Прище́півка — село в Україні, у Новомар'ївській сільській громаді Вознесенського району Миколаївської області. Населення становить 57 осіб. До 2018 року орган місцевого самоврядування — Кам'яно-Костуватська сільська рада.
Прищепівка була заснована в 20-х роках вихідцями із села Рощахівка. Спочатку носило назву Рощахівський хутір. Потім її назвали самі люди Реп'яхівкою (неофіційно). Потім село одержало сучасну назву. 

## Населення
Згідно з переписом УРСР 1989 року чисельність наявного населення села становила 52 особи, з яких 22 чоловіки та 30 жінок.
За переписом населення України 2001 року в селі мешкало 56 осіб.

### Мова
Розподіл населення за рідною мовою за даними перепису 2001 року:
| Мова       | Відсоток |
| ---------- | -------- |
| українська | 94,74 %  |
| молдовська | 3,51 %   |
| російська  | 1,75 %   |